# Albedo (alquimia)
En alquimia, la albedo es la segunda de tres etapas, tras la nigredo y como antesala a la rubedo, para lograr la transmutación de la materia en oro. La sustancia a transmutar se encuentra en estado líquido, ya derretida y de un color blanco intenso —de ahí su nombre—. Se la asocia con el planeta Venus y con la Luna, y le corresponde la luna nueva como fase lunar, asociada por la cultura popular al renacimiento y a la introspección.